# مور استیشن (تگزاس)
مور استیشن، تگزاس(به انگلیسی: Moore Station, Texas) شهری در ایالت تگزاس از ایالات جنوبی ایالات متحده آمریکا است. در سرشماری سال ۲۰۰۰، جمعیت این شهر ۱۸۴ نفر اعلام شد.